# Teucholabis heteropoda
Teucholabis heteropoda är en tvåvingeart som beskrevs av Alexander 1943. Teucholabis heteropoda ingår i släktet Teucholabis och familjen småharkrankar.
Artens utbredningsområde är Peru. Inga underarter finns listade i Catalogue of Life.